# Brawa
BRAWA Artur Braun Modellspielwarenfabrik GmbH + Co. (zkráceně BRAWA) je výrobce modelů železničních vozidel a příslušenství z Remshaldenu v Německu. V roce 1948 byl závod založen Arturem Braunem ve Waiblingenu (tehdy ještě s názvem „Artur Braun aus Waiblingen“). Podnik se nejdříve specializoval na příslušenství pro modelovou železnici. V roce 1963 byla společnost přejmenována na současný název BRAWA (BRAWA Artur Braun Modellspielwarenfabrik).
Roku 1970 se výroba přesunula do Remshaldenu v Bádensku-Württembersku. Ve výrobním sortimentu jsou zastoupeny lokomotivy, vagony a příslušenství v měřítku 0, H0, TT a N. Modely jsou vyráběny jako analogové i digitální a na proud stejnosměrný i střídavý.